# Mounir Tlili
Mounir Tlili (arabe : منير التليلي) est un théologien et homme politique tunisien.
Ministre des Affaires religieuses de 2014 à 2015, il est maire du Bardo de 2019 à 2023.

## Biographie
Tlili est professeur universitaire à l'Institut supérieur de la théologie relevant de l'université Zitouna. Il est également membre des instances de contrôle de la charia auprès de banques, d'institutions financières et de fonds d'investissement.
Le 29 janvier 2014, il est nommé ministre des Affaires religieuses dans le gouvernement Jomaa, en remplacement de Noureddine El Khademi.
En août 2019, il est élu maire du Bardo en tant que tête de liste d'Al Badil Ettounsi.